# Altenfeld
Altenfeld is een plaats en voormalige gemeente in de Duitse deelstaat Thüringen en maakt deel uit van de Ilm-Kreis. Sinds omstreeks 1990 loopt het aantal inwoners geleidelijk terug, tot anno 2015 iets minder dan duizend personen. 
De gemeente maakte deel uit van de Verwaltungsgemeinschaft Großbreitenbach tot deze op 1 januari 2019 en opgeheven en alle gemeenten van het samenwerkingsverband werden opgenomen in de gemeente Großbreitenbach.
De fabricage van glas in dit dorp bestaat reeds sinds het begin van de 19e eeuw. Altenfeld heeft ook een glasmuseum.
Allersdorf · Altenfeld · Böhlen · Friedersdorf · Gillersdorf · Großbreitenbach · Herschdorf · Neustadt am Rennsteig · Wildenspring · Willmersdorf